# A magyar állam tulajdonában álló műemlékek listája Vas vármegyében
Az alábbi lista a Vas vármegyében található, magyar állam tulajdonában álló, országos műemléki védettségű ingatlanokat tartalmazza.
 Az alábbi műemléki lista a Magyar Nemzeti Vagyonkezelő Zrt. nyilvántartásának 2013. szeptemberi állapotán alapul, az oldal tartalma csupán tájékoztató jellegű! Az országos műemléki nyilvántartás közhiteles forrása a Lechner Lajos Tudásközpont.
|  | Bővebben: Sibrik-vár |

|  | Bővebben: Cák |

|  | Bővebben: Cák |

|  | Bővebben: Cák |

|  | Bővebben: Cák |

|  | Bővebben: Cák |

|  | Bővebben: Cák |

|  | Bővebben: Csákánydoroszlói várkastély |

|  | Bővebben: Hegyhátszentpéter |

|  | Bővebben: Körmendi várkastély |

|  | Bővebben: Kőszegi vár |

|  | Bővebben: Sárvári vár |

|  | Bővebben: Népi műemlékegyüttes (Szalafő-Pityerszer) |

|  | Bővebben: Vassurány |

|  | Bővebben: Erdődy-kastély (Vép) |